# París-Roubaix 1935

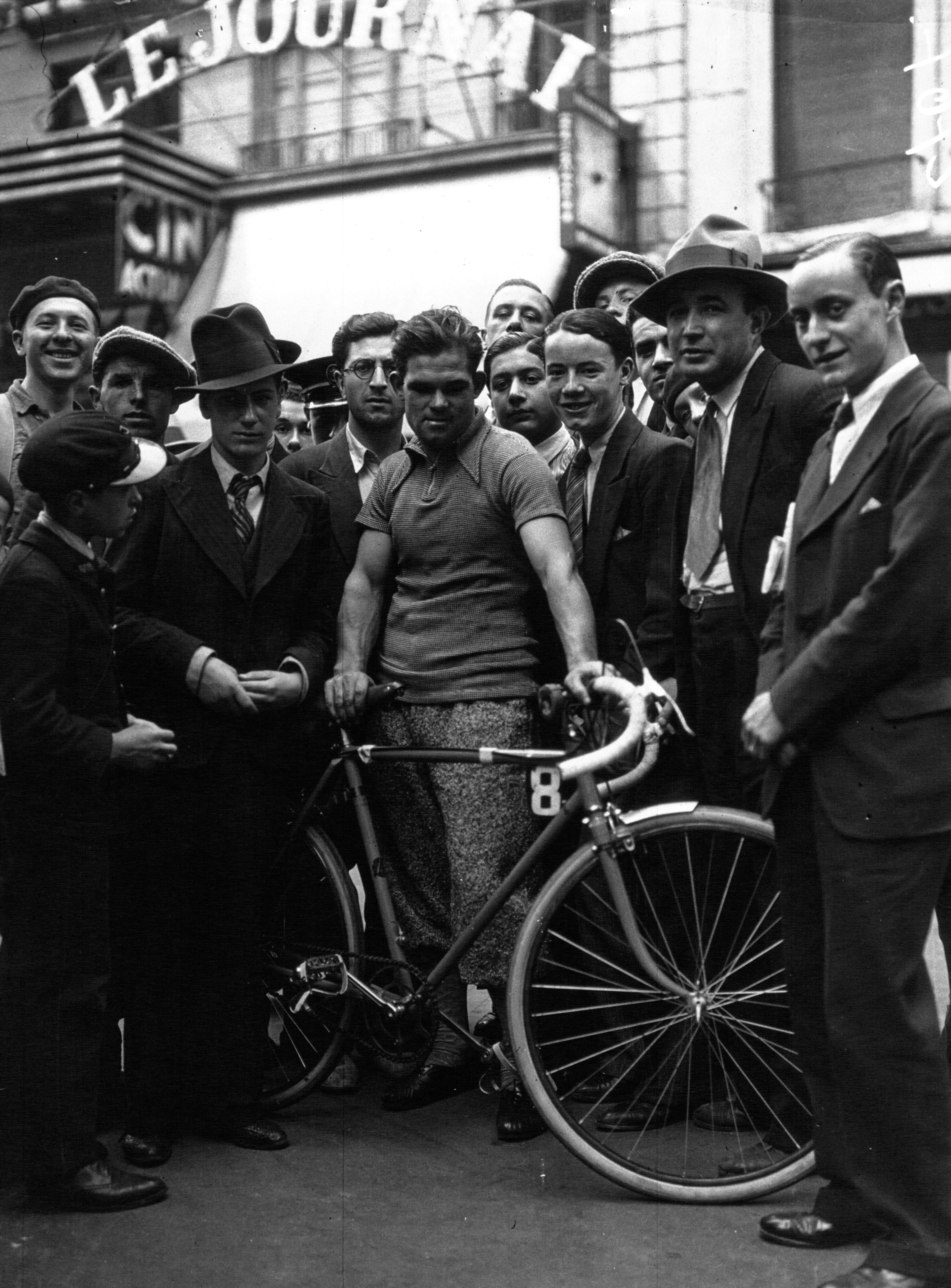
Fotografia de Gaston Rebry, guanyador final del Tour.

La París-Roubaix 1935 fou la 36a edició de la París-Roubaix. La cursa es disputà el 21 d'abril de 1935 i fou guanyada pel belga Gaston Rebry, que d'aquesta maneta obtenia la tercera victòria en aquesta cursa, després de les obtingudes el 1931 i 1934.

## Classificació final
|    | Ciclista           | Equip              | Temps |
| -- | ------------------ | ------------------ | ----- |
| 1  | Gaston Rebry       | Alcyon-Dunlop      |       |
| 2  | André Leducq       | Leducq-Mercier     |       |
| 3  | Jean Aerts         | Alcyon-Dunlop      |       |
| 4  | René Vietto        | Helyett            |       |
| 5  | Frans Bonduel      | Dilecta            |       |
| 6  | Maurice Krauss     | -                  |       |
| 7  | Omer Taverne       | Alcyon-Dunlop      |       |
| 8  | Maurice Archambaud | Mercier-Hutchinson |       |
| 9  | Antoine Dignef     | Colin              |       |
| 10 | Adrien Buttafocchi | Helyett            |       |